# (306019) Duren
(306019) Duren est un astéroïde de la ceinture principale.

## Description
(306019) Duren est un astéroïde de la ceinture principale. Il fut découvert le 18 février 2010 aux États-Unis par le programme WISE. Il présente une orbite caractérisée par un demi-grand axe de 3,23 UA, une excentricité de 0,43 et une inclinaison de 5,4° par rapport à l'écliptique.

## Compléments